# 柯克·哈斯顿
柯克·哈斯顿（英語：Kirk Haston，1979年3月10日—），美国NBA联盟职业篮球运动员。他在2001年的NBA选秀中第1轮第16顺位被夏洛特黄蜂选中。